# 上尾中堀川
上尾中堀川（あげおなかほりかわ）は、埼玉県上尾市とさいたま市西区を流れる準用河川である。単に中堀川とも称する。

## 概要
上尾市平方の上尾市立平方小学校付近に源を発し、周辺の農地の余水を排水する水路となっている。大宮台地の解析谷に作られた田園地帯を西に流れ、さいたま市西区宝来（飛地）付近で荒川に合流する。1985年（昭和60年）9月10日準用河川に指定された。
2004年（平成16年）度から2005年（平成17年）度にかけて護岸改修工事が行われている。河川の透明度は住宅地に近い上流部で15 cm未満と汚濁が激しい。

## 橋梁
- 雨沼橋
- 天沼橋（埼玉県道57号さいたま鴻巣線）[7]
- 貝殻排水樋管

その他河川区域内に橋およびそれに類する構造物がある。

## 周辺
- 平方スポーツ広場
- 秀明英光高等学校
- 総合リハビリセンター
- 大宮国際カントリークラブ